# Akademie für Deutsches Recht

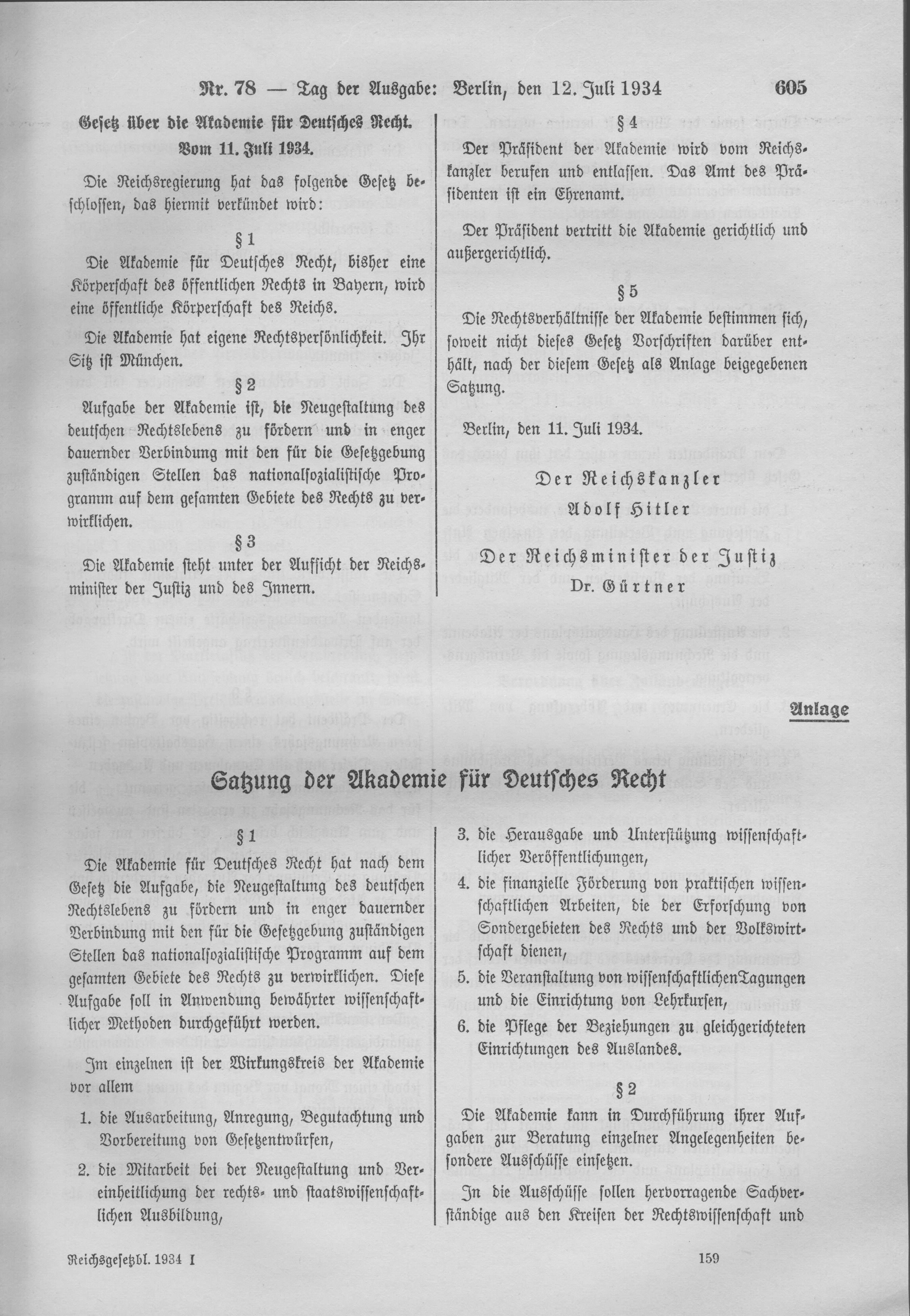
Gesetz über die Akademie für Deutsches Recht vom 11. Juli 1934

Die Akademie für Deutsches Recht war in der Zeit des Nationalsozialismus eine wissenschaftliche Einrichtung in München und seit 1934 auch in Berlin unter der Aufsicht des Reichsjustiz- und des Reichsinnenministeriums.

## Geschichte
Die Akademie wurde am 26. Juni 1933 in München gegründet und am 2. Oktober 1933 vom Reichskommissar für die Gleichschaltung der Justiz Hans Frank auf dem Deutschen Juristentag des Nationalsozialistischen Rechtswahrerbundes in Leipzig proklamiert. Durch Reichsgesetz vom 11. Juli 1934 wurde sie zu einer öffentlichen Körperschaft des Reichs  und der gesetzlichen Aufgabe, „die Neugestaltung des deutschen Rechtslebens zu fördern und in Verbindung mit den für die Gesetzgebung zuständigen Stellen das nationalsozialistische Programm auf dem gesamten Gebiet des Rechts zu verwirklichen“. Infolge des Kriegsgeschehens stellte die Akademie ihre Arbeit im August 1944 ein, existierte formal aber weiter bis zum Ende der NS-Herrschaft.
Die Akademie nahm zwar einen wissenschaftlichen Betrieb auf, konnte ihren rechtspolitischen Auftrag jedoch nicht erfüllen.

## Organisation und Aufgaben
Organe waren der Präsident (bis 1942 Hans Frank, von 1942 bis 1944 Otto Thierack), der vom Reichskanzler ernannt wurde, und das Präsidium, das den Präsidenten bei seinen Aufgaben unterstützte und beriet. Die Akademie umfasste ordentliche, außerordentliche, fördernde und korrespondierende Mitglieder. Die Mitglieder wurden auf die Dauer von vier Jahren ernannt.
Die satzungsgemäßen Aufgaben waren vor allem:
1. Die Ausarbeitung, Anregung, Begutachtung und Vorbereitung von Gesetzentwürfen,
2. die Mitarbeit bei der Neugestaltung und Vereinheitlichung der rechts- und staatswissenschaftlichen Ausbildung,
3. die Herausgabe und Unterstützung wissenschaftlicher Veröffentlichungen,
4. die finanzielle Förderung von praktischen wissenschaftlichen Arbeiten, die der Erforschung von Sondergebieten des Rechts und der Volkswirtschaft dienten,
5. die Veranstaltung von wissenschaftlichen Tagungen und die Einrichtung von Lehrkursen,
6. die Pflege der Beziehungen zu gleichgerichteten Einrichtungen des Auslandes.

Die Akademie gab die „Zeitschrift der Akademie für Deutsches Recht“ heraus (ab 1934).
Ab 1939 befasste sich die Akademie für Deutsches Recht mit der Erarbeitung eines Volksgesetzbuchs.
Bekannte Mitglieder waren u. a. Wilhelm Arendts, Horst Bartholomeyczik, Max Hildebert Boehm, Carl Bosch, Ernst Hugo Correll, Carl Duisberg, Karl August Eckhardt, Hans Frank, Roland Freisler, Joseph Goebbels, Carl Friedrich Goerdeler, Hermann Göring, Friedrich Grimm, Karl Haushofer, Martin Heidegger, Karl Maria Hettlage, Heinrich Himmler, Karl Christian von Loesch, Herbert Meyer, Friedrich Minoux, Franz von Papen, Johannes Popitz, Paul Ritterbusch, Eberhard Schmidt, Carl Schmitt, Wolfgang Siebert, Werner Sombart, Otto Georg Thierack, Franz Wieacker, Hans Würdinger.
In der Akademie wurden verschiedene Fachbereiche durch Ausschüsse bearbeitet. Vorsitzender des Ausschusses für Polizeirecht war Werner Best. Den Vorsitz im „Ausschuss für Rechtsphilosophie“ hatte Carl August Emge inne, im Ausschuss für Kolonialrecht Axel von Freytagh-Loringhoven. Der Ausschuss für Beamtenrecht wurde von 1938 bis 1941 durch Hermann Neef geleitet.
1941 war Willi Weyer, später langjähriger Minister in Nordrhein-Westfalen sowie Präsident des Deutschen Sportbundes, als Assistent in der Akademie tätig.
Ihren Sitz hatte die Akademie in dem 1936 bis 1939 von Oswald Bieber erbauten Haus des Deutschen Rechts in München, Ludwigstraße 28.

## Von der Akademie herausgegebene Schriften
- Arbeitsberichte
- Jahrbuch der Akademie für Deutsches Recht (1.1933/34–6/7.1939/40)
- Schriften der Akademie für Deutsches Recht
  - Gruppe Rechtsgeschichte
    - Germanenrechte. Texte und Übersetzungen

  - Gruppe römisches Recht und fremde Rechte
  - Gruppe Rechtsgrundlagen und Rechtsphilosophie
  - Gruppe Schuldrecht
  - Gruppe Verfassungs- und Verwaltungsrecht
  - Gruppe Handels- und Wirtschaftsrecht
  - Gruppe Recht des Auslands
  - Gruppe Wirtschaftswissenschaft
    - Sonderreihe Haushaltswesen
- Zeitschrift der Akademie für Deutsches Recht, ZAkDR (1.1934–11.1944)
- Zeitschrift für Wehrrecht

## Archivalien
Die Akten der Akademie einschließlich der Personalakten ihrer Mitglieder liegen im Bundesarchiv in Berlin-Lichterfelde.

## Materialien
- Werner Schubert (Hrsg.): Akademie für Deutsches Recht 1933–1945. Protokolle der Ausschüsse. Peter Lang Verlag, Frankfurt am Main u. a. 1986 ff.